# Chemy
Chemy ist eine französische Gemeinde mit 773 Einwohnern (Stand: 1. Januar 2022) im Département Nord in der Region Hauts-de-France. Sie gehört zum Arrondissement Lille und zum Kanton Faches-Thumesnil. Die Einwohner heißen Chemynois(es). 

## Geografie
Chemy liegt in der Landschaft Carembault, in der Mitte zwischen den Städten Lille und Lens (jeweils zwölf Kilometer entfernt). Umgeben wird Chemy von den Nachbargemeinden Gondecourt im Westen und Norden, Seclin im Nordosten und Osten, Phalempin im Südosten, Camphin-en-Carembault im Süden sowie Carnin im Südwesten.

## Bevölkerungsentwicklung
| Jahr                       | 1962 | 1968 | 1975 | 1982 | 1990 | 1999 | 2006 | 2012 | 2020 |
| Einwohner                  | 320  | 314  | 324  | 589  | 669  | 672  | 653  | 710  | 770  |
| Quellen: Cassini und INSEE |      |      |      |      |      |      |      |      |      |

## Sehenswürdigkeiten

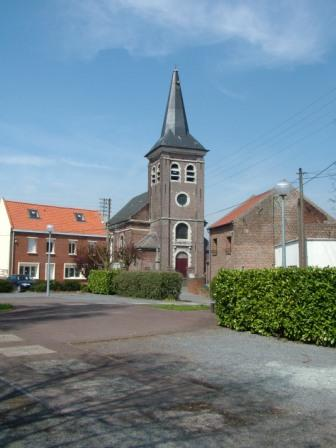
Kirche Saint-Martin

- Kirche Saint-Martin

## Persönlichkeiten
- Augustin Planque (1826 bis 1907), Ordensgründer, geb. in Chemy